# Fibra sense arrugues
Fibra sense arrugues o planxat permanent és una característica de la tela que ha estat processada químicament per resistir arrugues i mantenir la seva forma. Altres termes alternatius poden ser, «rentar i usar», «planxada duradora», «resistent a les arrugues» o de «fàcil cura». Aquest tractament té un efecte de llarga durada al teixit que s'ha aplicat. Fou inventat a la década de 1950 per la química i inventora estatunidenca Ruth Rogan Benerito.

## Química
Els agents de formació reticular que constitueixen l'acabat de planxat sense arrugues, sovint són derivats del compost químic urea. Reticulants populars inclouen DMDHEU (dimetilol dihidroxietilenurea) i DMEU (dimetilol urea d'etilè).

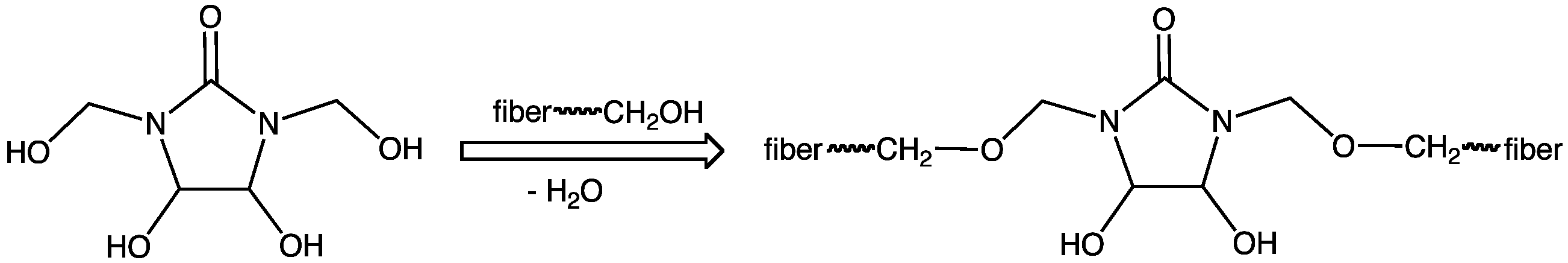
L'efecte de planxat permanent sorgeix de la reticulació de les molècules de cel·lulosa per agents químics com el DMDHEU.

## Història
Els avenços en la producció de teixits sense arrugues van implicar una sèrie d'agents que reticulen les fibres a base de cel·lulosa que es troben en la majoria de la roba. Els agents inicials van incloure el formaldehid. A partir de la dècada de 1940, es van introduir derivats d'una sèrie d'urea-formaldehid. Els problemes tècnics a superar van incloure la coloració groguenca, l'olor, i la tendència d'alguns agents per accelerar la degradació dels teixits pels blanquejants de roba. El 1953, Brooks Brothers va fabricar camises de «rentar i usar», utilitzant una barreja de Dacron, polièster, i un cotó lliure d'arrugues que va ser inventat per Ruth Rogan Benerito, i que van nomenar Brooksweave. La invenció es deia que havia «salvat la indústria del cotó». La tecnologia va avançar ràpidament sobretot a començaments de 1990.
En rentadores, la premsa permanent s'ajusta amb els esprais d'humitat durant el cicle de centrifugació per mantenir el contingut d'humitat de les fibres sense arrugues per damunt d'un cert límit especificat per reduir les arrugues. La majoria de les assecadores de roba disposen d'un entorn de planxat permanent automàtic, la qual cosa posa la roba a través d'un cicle de refredat al final del cicle d'assecament calent normal. Assecadores modernes tendeixen a incloure això com una característica estàndard.